# Swepsonville, North Carolina
Swepsonville, North Carolina (енгл. Swepsonville) град је у америчкој савезној држави Северна Каролина.

## Демографија
По попису из 2010. године број становника је 1.154, што је 232 (25,2%) становника више него 2000. године.
| Група             | 2000.       | 2010.         |
| Белци             | 861 (93,4%) | 1.011 (87,6%) |
| Афроамериканци    | 35 (3,8%)   | 55 (4,8%)     |
| Азијати           | 4 (0,4%)    | 9 (0,8%)      |
| Хиспаноамериканци | 17 (1,8%)   | 51 (4,4%)     |
| Укупно            | 922         | 1.154         |